# 長島健祐
長島 健祐（ながしま けんすけ、1980年10月8日 - ）は、日本の実業家。株式会社バーグハンバーグバーグ代表取締役社長。通称「イケてるしヤバい男　長島」。

## 経歴
1980年10月8日、新潟県新潟市に産まれる。新潟県立巻高等学校、大阪芸術大学の芸術学部音楽学科音楽工学コースを卒業後、レコード販売店に就職。しかし市場の縮小を感じたため、当時携帯電話の「着うた」を運営していた株式会社ドワンゴに転職。同社が開始した「ニコニコ動画」の広告営業に携わる。
「ニコニコ動画」時代は、営業のみならず動画投稿コンテストやニコニコ生放送にも携わった。長島はこの時代の一番の思い出として、ロッテと共同でニコニコ動画のウエハース菓子「ニコニコ動菓」を開発したことを挙げている。
また、この頃2011年に当時株式会社バーグハンバーグバーグの社長であったシモダテツヤと知り合い、「何か面白いことがしてみたい」と相談していた際に「そろそろ結婚したいなぁ」と呟いたことをきっかけに、「イケてるしヤバい男長島」のサイトが作られることとなった。
2011年9月7日、株式会社バーグハンバーグバーグによって、長島の婚活を演出し、促進させるサイト「イケてるしヤバい男 長島からのお知らせ」が公開される。サイトの内容は、長島と付き合ったときの特典やビジネスの場におけるヤバさなど、長島の「イケてるしヤバイ！」ポイントが説明されたものであった。当サイトは謎の一般人男性・長島の婚活サイトとして話題になった。
2012年、2月14日のバレンタインデーに「イケてるしヤバいバレンタイン」を開催。長島自らが渋谷、新宿、六本木の周辺をチョコをもらいに回るという企画内容が、バーグハンバーグバーグ制作の特設サイトで発表された。
アイドルによくある「バレンタインデーになるとトラックの荷台いっぱいにチョコレートが届いた」という都市伝説が現実となることを見越し、チョコ7000個を目標に軽トラ3台を準備。47万4000円の費用について「それ以上の回収ができることがわかっている投資」とした。
当日は渋谷ハチ公前でチョコを貰ったあと、六本木を経由し、新宿東口広場ライオン像前に午後3時半から午後4時半まで立つ予定であった。渋谷ハチ公前では5度前後の寒空の下、「イケぺろ」と書かれたスケッチブックや1輪のバラを手にスーツ姿でチョコを受け取った。その後雨が振り始め、新宿では極寒の中バスローブ一枚の姿で立った。長島は靴を履いていこうとしたそうだが、シモダテツヤが止めたために靴も履かずに素足のままであった。このとき長島は足が冷たかったためか、片足を上げては反対の足を上げてを繰り返し、だんだんと腰も曲がってくるのを見てシモダは「ああ、フラミンゴの姿勢って理にかなってるんだな」と思ったという。最終的に長島はこのイベントでチョコ200個を受け取った。
同年8月10日、企画「イケキ～イケてるしヤバい男 長島の大告白祭！～」を開催。内容は長島が東京中の女性から告白されラブレターを貰うべく、実際に都内を回るというものである。ルートは12時から13時まで渋谷ハチ公前、14時30分から15時30分まで秋葉原駅電気街口前広場、17時から18時まで新宿東口ライオンひろばに滞在する予定だった。当日、長島は下半身に網タイツを履かされて臨んだ。
一連の活動は個人からの依頼ということも話題となり、長島の顔と名前はネットで売れることとなった。長島のTwitterフォロワーはそれ以前から100倍に増え、アイドルとの対談やプロレスへの出演などのきっかけにもなった。本人は「有名になって、ビジネス的にも良い武器になった」としている。
同年、「もっと違うことや自分にとって新しいことができないか」と思い株式会社ドワンゴからグリー株式会社に転職。ソーシャルゲームのブランドを活かしたグッズ作成やライセンス事業を担うIP戦略部に配属され、アニメやトレーディングカードゲーム、それらに関連するグッズ全般の制作やプロモーションに携わった。
転職から1か月ほど経った2013年1月17日、自転車で大きな交通事故に遭い、脳挫傷、頭蓋骨骨折、くも膜下出血で意識不明の重体となった。その日は後に妻となる当時の恋人がアメリカ留学で日本を発つ日であった。
半年ほどの療養を勧められたが、長島は長期休養に焦りがあったため、1か月ほどで復職。しかし事故の後遺症として言語障害、記憶障害が起こり、右半身の麻痺によって利き手の感覚もなく、「やはり無理をしたままではダメだ」と思いしっかりとしたリハビリを選択した。
長島は生死をさまようような事故の影響で「とにかく幸せになりたい」と思うようになり、人に喜んでもらえて自分自身も楽しめる職を求め転職活動を行った。そして同年、「人間的に良い人が多かった」ことを理由に株式会社nanapi（現Supership株式会社）に転職。広告商品の開発・企画・営業・渉外、Q&Aアプリ「アンサー」のアライアンスや宣伝などを担当する。また、同社のメディア事業部長に就任するなど、IP戦略、アライアンス、メディア運営等の様々な分野の経験を積んだ。
同年12月22日、事故後も献身的に長島を支えた恋人と結婚。同日に行われた結婚式では、「手が良くなりますように」と妻がサプライズでピアノを演奏した。また、両親へのサプライズとして妻は生年と同じ年代のワインを、長島は出生体重3986gと同じ重さのジャガイモをプレゼントした。
2016年、株式会社バーグハンバーグバーグに入社。最初に与えられた仕事は「早押しボタンになる」というものだった。その後、同社でメディアグロースやマネタイズを担当する。
2019年、シモダテツヤの後任として株式会社バーグハンバーグバーグの代表取締役社長に就任。同社の経営を担当すると共に、2022年現在も数多くのデジタルプロモーションに携わり続けている。
2021年、第一子が誕生していたことを公表した。
2024年3月、自身初のビジネス書『センスは5% クリエイターをサポートするための45の技術』を徳間書店より刊行した。

## 人物・エピソード

### 髪型
かつてはロン毛であったが、21歳から2022年現在まで髪型はスキンヘッドである。

### 言語感覚
独自の言語感覚を持ち、多用する。その理由を本人は、「ありがとう」のように何回も言われた言葉は沁み込まなくなってくるからであると説明している。以下はその例である。
Oh my Chupa Chupa
長島曰く、社員達や動画のリスナー、芸能人も皆だいたいChupa Chupaであるという。ただ、極稀にChupa Chupaではない人も居るとのこと。
シャイン！
長島が返事として使用する言葉。長島曰く「はい」より「シャイン！」の方が「沁みる」とのこと。また、「輝き」という意味も内包している。
これらの語録を使ったLINEスタンプや日めくりカレンダーも発売されている。

### 努力型
ダ・ヴィンチ・恐山によると、バーグハンバーグバーグの中で長島は「社会人として一番まっとう」であり、「一番ビジネスをわかってる人」であるが、会社に馴染もうと努力をしすぎたのだといい、副社長の永田智は「努力型の狂人」と評した。

### その他
- 色弱であり、色の見分けはほぼつかない[27][28]。

## 著書
- センスは5% クリエイターをサポートするための45の技術（2024年3月27日、徳間書店、ISBN 978-4-19-865668-3）